# Ін-Аменас – Оханет
Ін-Аменас — Оханет — трубопровідна система, яка забезпечує видачу продукції алжирського газоконденсатного проєкту Ін-Аменас.
Отримані на установці підготовки Тігуентурін товарні продукти відправляються трьома трубопроводами завдовжки 90 км, що прямують до району Оханет:
- газопроводу діаметром 900 мм, який передає ресурс до системи Алрар — Хассі-Р'Мель;
- трубопроводу для зрідженого нафтового газу (ЗНГ, пропан-бутанова фракція) діаметром 300 мм, що під'єднаний до спеціалізованого трубопроводу LR1 (так само Алрар — Хассі-Р'Мель);
- трубопроводу для конденсату діаметром 300 мм, який передає ресурс до конденсатопроводу Оханет – Хауд-Ель-Хамра.